# Unionsorden
Der Unionsorden (nl.: Koninglijke Orde van de Unie) war ein Verdienstorden für Militär- und Zivilpersonen und wurde 1806 von Ludwig Napoleon gestiftet. Er war ein Orden des neu geschaffenen Königreiches Holland und hatte kurzfristig den Namen Königlicher Orden von Holland. Nach 1811 wurde der Orden zu einer französischen Auszeichnung. Napoleon löste den Orden nach der Annexion Hollands auf. Einige Verdiente wurden in die Ehrenlegion übernommen, für andere schuf Napoleon 1811 den  französischen Orden der Wiedervereinigung (Ordre impérial de la Réunion), wo eine bestimmte Anzahl der Verleihungen für Holländer reserviert war, der aber kaum zur Verleihung gekommen ist. 

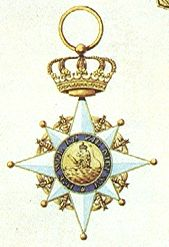
Das Ordenszeichen (III. Kl. des Ordens, letztes Modell)

## Geschichte
Der neuernannte König von Holland Lodewijk I. stiftete am Tage seiner Ankunft in Den Haag, dem 6. Juni 1806 gleich zwei Orden: den „Großen Orden von Holland“ (Grote Orde van Holland), der einklassig sein sollte, und  einen Verdienstorden, Koninglijke Orde van Verdienste, der nur zwei Klassen, also die der Kommandeure und die der Ritter  besitzen sollte (nach anderen Angaben: drei Klassen, Kommandeure, Ritter und Schildknappen). Für den „Großen  Orden“ wählte Lodewijk I. den Wahlspruch L'union  fait notre force (Einheit macht uns stark, noch heute, in leicht veränderter Form, Wahlspruch des Königreiches  Belgien). Die in Napoleons Augen eigenmächtige Handlung  rief eine wütende Reaktion des kaiserlichen Bruders hervor, denn sein großes französisches  Imperium besaß nur eine Auszeichnung, die Ehrenlegion, und sein Königreich Italien, das viel größer war als Ludwigs Holland, hatte auch nur einen einzigen dreiklassigen Orden, den Eiserne Krone, und der Kaiser zwang Ludwig, die Stiftung zu annullieren. Der „Große Orden“ wurde niemandem gegeben, und der Verdienstorden existierte nur bis Februar 1807. Anfang 1807 erließ Ludwig neue Statuten, in welchen die zwei Orden zu einer neuen Auszeichnung, dem dreiklassigen „Königlichen Orden von Holland“ (Koninglijke Orde van Holland) vereinigt wurden. Schon im November 1807 wurde der Orden wieder umbenannt und trug bis Februar 1808 den Namen „Königlicher Orden der Union“, wurde in demselben Monat zum „Königlichen Orden der Union von Holland“ umgetauft, um schließlich während der drei letzten Jahre seiner Existenz, bis 1811, wieder „Königlicher Orden der Union“ zu heißen.

## Ordensklassen
Der Orden hatte drei Klassen und der König war Großmeister.
- Großkreuz
- Kommandeur
- Ritter

## Ordensdekoration

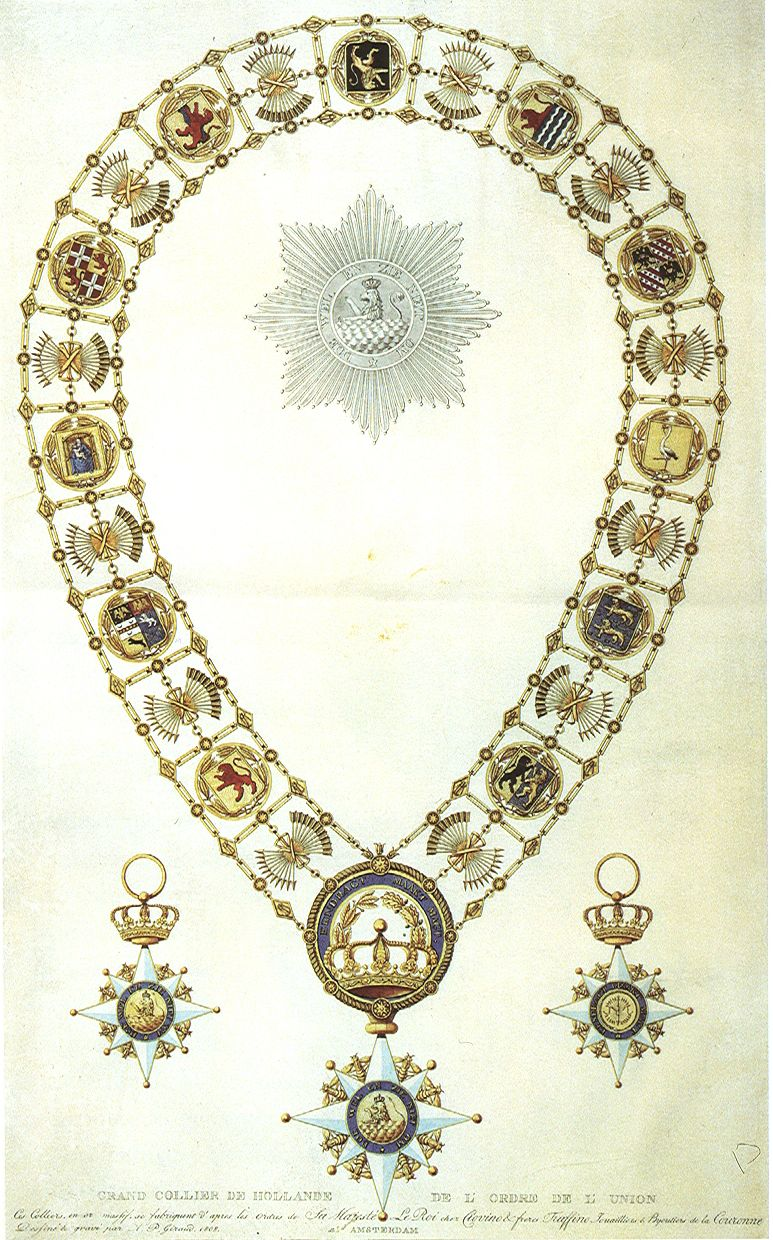
Die Collane

Die Ordensdekorationen waren das Ordenszeichen, ein achtstrahliger goldener Stern, beiderseitig  mit weißer Emaille belegt, der Bruststern der 1. Klasse und die Collane. Das Medaillon der Vorderseite des Ordenszeichens zeigte bis 1807 das Brustbild des Stifters, das von einer Umschrift „Lodewijk I Koning van Holland“ umgeben war. In späteren Versionen des Ordenszeichens wurde das Königsbild gegen einen am Ufer des Meeres liegenden Löwen (früher auf der Rückseite des Ordenszeichens zu sehen) ausgetauscht. Auf der Rückseite des Ordenszeichens war bis um 1808 dieser liegende Löwe dargestellt, den der Text der endgültigen Ordensdevise Doe wel en zie niet om umgab. Die Devise bedeutet „Tue Recht und sieh dich nicht um“. Das letzte Modell des Ordenszeichens besaß dann einen Strahlenbündel im Medaillon der Rückseite, frühe Exemplare aus der Zeit, wo die Auszeichnung „Verdienstorden“ hieß, zeigen einen schreitenden niederländischen Löwen auf der Rückseite. Zwischen den Strahlen des Ordenszeichens waren goldene Bienen angebracht, eines der Symbole des ersten französischen Kaiserreiches. Die Ordensdekoration hing an einer goldenen Königskrone.
Der Bruststern der 1. Klasse war silbern, mit acht längeren und  vierzehn kürzeren Strahlen, und trug in seiner Mitte das Ordensmedaillon mit dem liegenden Löwen am Meer, der von der obigen Devise umgeben war.
Die Collane bestand aus 26 Gliedern, 13 Plaketten mit den Wappen der holländischen Départements und 13 Plaketten mit Strahlenbündeln. Der Orden wurde auch mit Brillanten verliehen.

## Ordensband und Trageweise
Das Ordensband war hellblau und die Großkreuzinhaber trugen  die Auszeichnung auf einer Schärpe über die rechte Schulter zur linken Hüftseite. Die II. Klasse legte den Orden um den Hals, während die Ritter das Ordenszeichen im Knopfloch oder auf der linken Brust festsetzten.

## Trivia
Der Orden wird wegen der Biene auf dem Ordenszeichen auch Orden (von) der Biene genannt.